# Arhatha
Arhatha er en indisk film fra 1990 af I. V. Sasi.

## Medvirkende
- Mohanlal som Devaraj
- Urvashi som Aswathi
- Rekha som Anju
- Suresh Gopi som Mahesh
- Captain Raju som Shekhu
- M. G. Soman som Chandrashekharan Nair
- Lalu Alex som Sethu
- Kuthiravattam Pappu som Nambiar